# Economische universiteit (Ho Chi Minhstad)

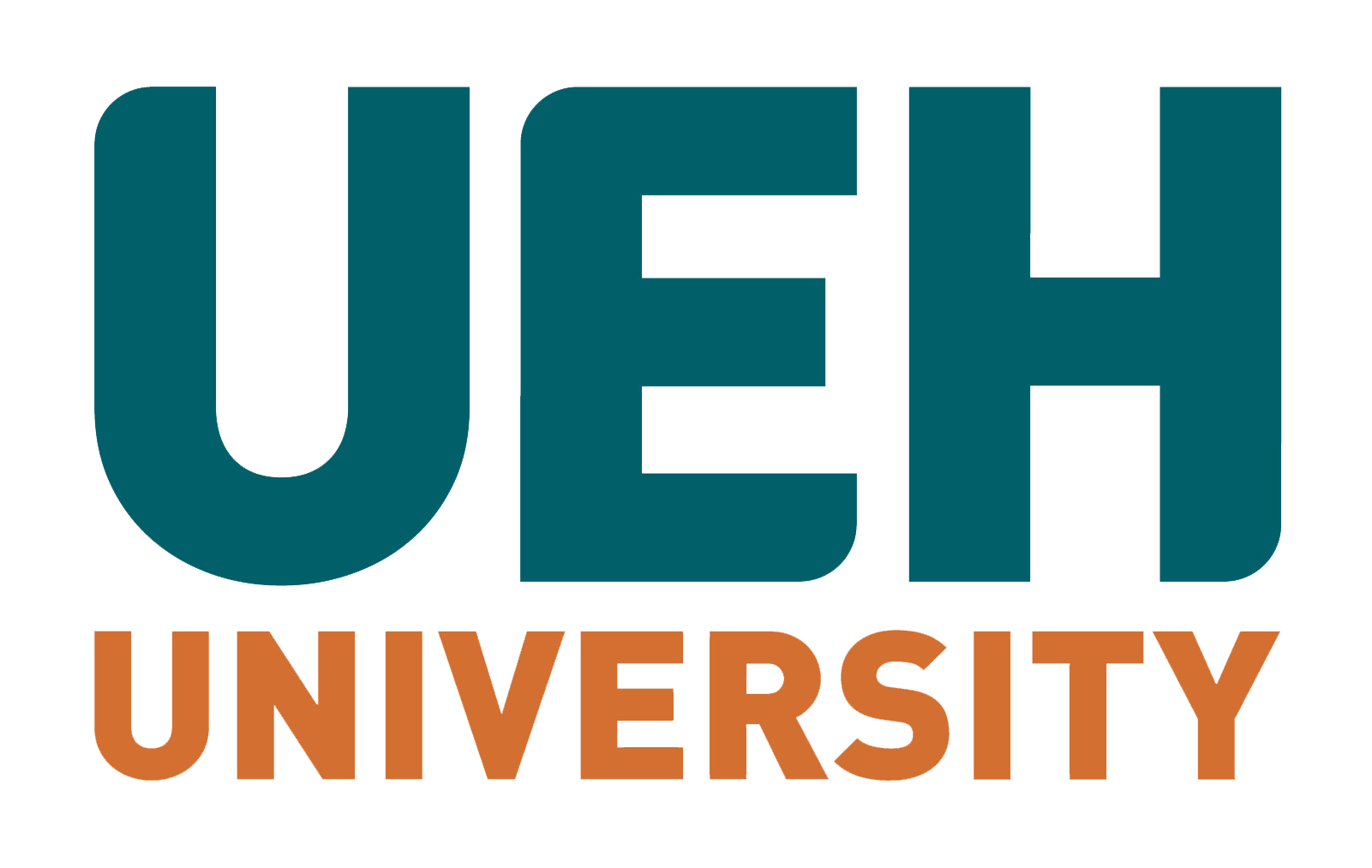
Logo van UEH

De Economische universiteit, Ho Chi Minh Stad (UEH) in  in Ho Chi Minhstad (in het Vietnamees: Đại học Kinh tế Thành phố Hồ Chí Minh) werd opgericht in 1976. De universiteit heeft op dit moment 22 verschillende vakken die ze aanbieden op bachelor- tot doctoraalniveau.
UEH wordt gezien als een van de veertien belangrijkste universiteiten van Vietnam. Het aantal studenten aan deze universiteit bedraagt bijna 50.000.
Op bachelorniveau heeft UEH vijf richtingen: Economie, Management, Accounting, Bankieren en Economische informatiesystemen. Deze 5 vakgebieden zijn verdeeld in 22 verschillende opleidingen.
UEH heeft 3 studentenhuizen: één studentenhuis met 22 kamers voor buitenlandse studenten en twee studentenhuizen voor Vietnamese studenten met 193 kamers, waar ongeveer 600 studenten kunnen verblijven.
De bibliotheek heeft meer dan 18.000 boeken, 130 tijdschriften en leeskamers.
Sinds enkele jaren werkt EUH samen met de Hogeschool Rotterdam elk jaar worden vanuit Nederland een aantal studenten van de opleiding "Trade management gericht op Azië" naar Vietnam gestuurd.